# Anne-Marie Barat
Pour les articles homonymes, voir Barat.
Anne-Marie Barat est une organiste française née le 20 juin 1948 à Fontainebleau.
Elle fait ses études au Conservatoire national supérieur de musique et de danse de Paris. Lauréate des classes d'écriture et d'érudition, elle obtient également un premier prix d'orgue à l'unanimité en 1976 dans la classe de Rolande Falcinelli. Elle est également la disciple de Norbert Dufourcq, Henri Challan et Marcel Bitsch, et étudie l'orgue depuis 1970 avec André Marchal. Également pianiste, elle est l'élève de Vlado Perlemuter et Marcel Ciampi.
Organiste de l'église Saint-Louis de Fontainebleau à partir de 1974, elle devient conjointement titulaire du grand orgue de la cathédrale Saint-Gervais-et-Saint-Protais de Soissons en 1988.
Elle a enseigné notamment aux Conservatoires de Fontainebleau et de Marly-le-Roi.
Elle meurt d'un accident de la route le 21 décembre 1990,.